# استر میرزاخانیان
استر میرزاخانیان ( انگلیسی: Ester Mirzakhanyan؛ زادهٔ ۱۹۸۸) بدمینتون‌باز زن اهل ارمنستان است .